# مدرسة متوسطة تعتمد على منح مباشرة

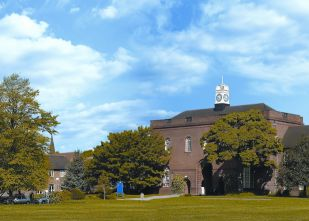
مدرسة مانشستر المتوسطة، التي تعد الأشهر بين المدارس المتوسطة التي تعتمد على المنح المباشرة، وكانت أكبر بكثير من معظم تلك المدارس.

المدرسة المتوسطة التي تعتمد على المنح المباشرة كانت نوعًا من المدارس الثانوية الانتقائية في إنجلترا وويلز، وقد كانت منتشرة بين عامي 1945 و1976. 
وكان جزء من تمويل مثل تلك المدارس يأتي من الدولة، بينما يأتي الجزء الآخر من رسوم التعليم. وكان ربع المواضع في هذه المدارس يتم تمويله بشكل مباشر من خلال الحكومة المركزية، في حين أن الباقي كان يعتمد على الرسوم، والتي كانت سلطة التعليم المحلي تدفع جزءًا منها، في حين يدفع الطالب الخاص جزءًا آخر منها. وفي المتوسط، كانت هذه المدارس تتلقى أكثر بقليل من نصف دخلها من الدولة.
وقد بدأ العمل بذلك النموذج من خلال قانون التعليم لعام 1944 وذلك في إطار تعديل نظام المنح المباشرة الموجود حينها وتحويله إلى مدارس تحصل على هبات من القطاع الخاص. وقد كان هناك 179 مدرسة متوسطة تعتمد على المنح المباشرة، والتي شكلت، مع أكثر من 1200 مدرسة متوسطة مدعومة من قبل السلطات المحلية، أكبر طبقة أكاديمية في النظام الثلاثي. وقد كان حجم وتكوين تلك المدارس متنوعًا بشدة، إلا أنها، في المتوسط، كانت تحقق نتائج أكاديمية أعلى من المدارس المتوسطة التي كانت تدعمها الدولة أو المدارس المستقلة.
وعندما تمت إعادة تنظيم التعليم الثانوي التابع للدولة في شكل خطوط شاملة في السبعينيات من القرن العشرين، تم إلغاء المنح المباشرة بشكل تدريجي، وكانت المدارس تخير بين أن تصبح مدارس شاملة تدعمها الدولة أو مدارس مستقلة بشكل كامل. وقد انضمت خمس وأربعون مدرسة، وهي تقريبًا كل المدارس الرومانية الكاثوليكية، إلى نظام الدولة، بينما تم إغلاق عدد قليل منها. أما باقي المدارس (بما في ذلك كل المدارس العلمانية) فقد أصبحت مستقلة، وبقيت في الغالب مدارس مستقلة عالية الانتقائية.

## الأصول

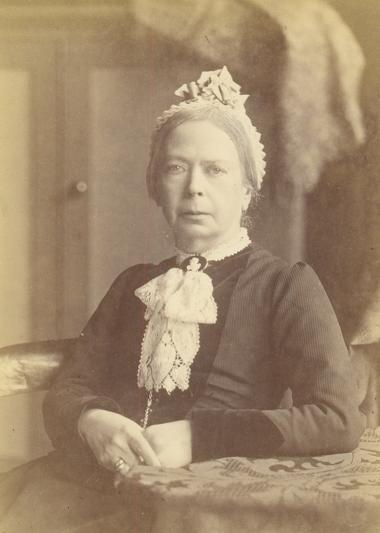
فرانسيس باص، وهي رائد تعليم النساء والرئيس المؤسس لـ مدرسة شمال لندن الجامعية

في القرن التاسع عشر، كان القليل من الصبية والقليل للغاية من الفتيات في إنجلترا وويلز يتلقون التعليم الثانوي، والذي لم يكن متاحًا إلا من خلال المدارس الخاصة.
وخلال تلك الحقبة، اتسع توفير التعليم الثانوي وتم تعديله ليواكب الطلب المتزايد عليه.
وفي بداية هذا القرن، ازدهرت بعض المدارس الداخلية، مثل إيتون كوليدج (Eton College) ووينشيستر كوليدج (Winchester College) من خلال تعليم أبناء الطبقة الأرستقراطية، في حين تدهور الحال بأغلب المدارس المتوسطة التي تحصل على الهبات، حيث كان ينظر إلى المناهج الكلاسيكية التي تُدرسها على أنها لا تواكب العصر الصناعي.
وقد خضعت هذه المدارس للإصلاح بموجب قانون المدارس المعتمدة على الهبات لعام 1869، والذي أدى كذلك إلى تحويل العديد من الهبات إلى إنشاء مدارس للبنات.
وفي تلك الأثناء، ظهرت مجموعة من المدارس الأخرى على الساحة.
وبعد إصدار قانون إغاثة الرومان الكاثوليك لعام 1829 وهجرة الأيرلنديين في منتصف القرن، بدأت أنظمة التعليم الكاثوليكية من أيرلندا ومن البر الرئيسي لأوروبا في تأسيس المدارس المتوسطة الخاصة بها.
وتم إنشاء مدارس أخرى مملوكة لأطراف معينة، في البداية في شكل شركات مساهمة، وتحويلها إلى جمعيات خيرية إذا حققت النجاح.
ومن بين أكبر هذه الشركات تأتي شركة جيرلز بابليك داي سكول كامباني (Girls' Public Day School Company) (التي أصبحت تراست (Trust) في وقت لاحق)، والتي تم تأسيسها من أجل توفير التعليم الأكاديمي بأسعار مقبولة للفتيات، وقد قامت تلك الشركة بتأسيس 32 مدرسة بحلول عام 1894.
وفي النصف الأخير من القرن، كانت العديد من المدارس الأقل ثراءً تحصل على منح سنوية من وزارة العلوم والفنون ومن مجالس المقاطعات التي كانت تتبعها.
وقد تمت إعادة هيكلة نظام المنح عندما تم إنشاء مجلس التعليم في عام 1901 من أجل تمويل المدارس الثانوية الأولى، كما أعطى قانون التعليم لعام 1902 للمقاطعات والأقسام الإدارية بالمقاطعات المسئولية على المدارس، حيث تم اعتبارها سلطات تعليم محلية (LEA).
وكان يمكن للمدارس الثانوية التي تخضع لإدارة الهيئات التطوعية الحصول على منح من مجلس التعليم أو من السلطة المحلية التي تتبعها تلك المدارس، أو من كلتا الجهتين معًا.
وفي مقابل ذلك، كان يطلب من هذه المدارس الالتزام بلوائح المجلس، وكانت تخضع لنفس نظام التفتيش المتبع مع المدارس التي تمولها الدولة.
بموجب قانون التعليم (البنود الإدارية) لعام 1907، كان يطلب من المدارس الثانوية التي تحصل على المنح قبول نسبة محددة من عدد الطلاب الذي يمكنها استيعابه، في الغالب كانت هذه النسبة 25%، من المدارس الابتدائية التابعة للدولة بدون مقابل.
وكان يتم اختيار التلاميذ المناسبين لذلك من خلال اختبار منحة دراسية.

وقد فرض التعميم رقم 1381، والذي صدر عن مجلس التعليم في عام 1926، أن تختار المدارس مصدرًا واحدًا فقط من مصادر المنح: حيث يمكن لتلك المدارس أن تحصل على «منحة مباشرة» من الحكومة المركزية أو أن تحصل على «المنح» من السلطة المحلية التي تتبعها.

وبحلول عام 1932، كان هناك 240 مدرسة ثانوية تتلقى المنح المباشرة، في حين كان هناك 1138 مدرسة ثانوية تحصل على المنح من السلطات المحلية.
ورغم أن هذا التقسيم كان لا يقصد به سوى تسهيل الإدارة، حازت السلطات المحلية بشكل تدريجي المزيد من التأثير على المدارس التي كانت تقدم لها المساعدات، ويرجع السبب في جزء من ذلك إلى ضعف الوضع المالي للمدارس أثناء فترة الكساد الكبير.
وقد أدى الكساد وانخفاض معدل المواليد في السنوات التي سبقت الحرب كذلك إلى إضعاف وضع المدارس المستقلة والمدارس التي تحصل على المنح المباشرة.
وفي ذات الوقت، نما القطاع الذي تموله الدولة ووصل إلى الدرجة التي بدا معها التعليم الثانوي العالمي سهل المنال، كما جعلت التغييرات التي طرأت على المجتمع من تلك الفكرة أكثر قبولاً لدى الناس.
وقد تم تقديم اقتراحات لإعادة هيكلة القطاع الخاضع لإدارة الدولة، بما في ذلك توفير أماكن إقامة جديدة في المدارس التطوعية.
واستجابة لذلك، أقنع مؤتمر مديري المدارس رئيس مجلس التعليم، آر إيه باتلر، بتأسيس لجنة يترأسها اللورد فليمنغ في يوليو من عام 1942 «للتفكير في الوسائل التي يمكن من خلالها تطوير وتوسيع الاتحاد بين المدارس العامة... ونظام التعليم العام في الدولة».

## نظام المنح المباشرة

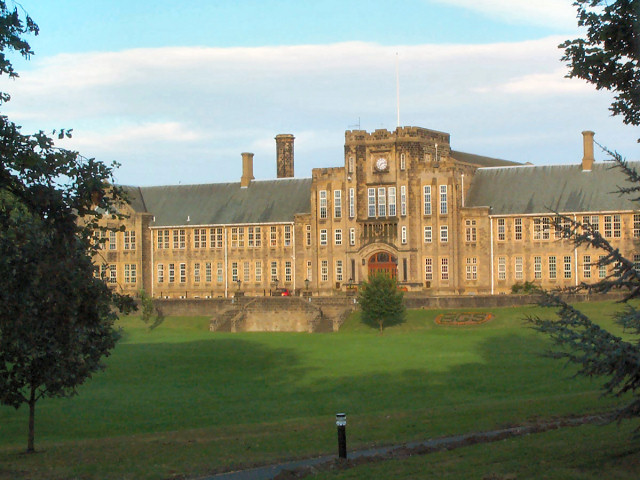
مدرسة برافورد المتوسطة (Bradford Grammar School)، التي كانت في الأصل مدرسة علمانية كبيرة للأولاد (أصبحت الآن مختلطة)

كان قانون التعليم لعام 1944 يهدف إلى تقديم نظام شامل للتعليم الثانوي في إنجلترا وويلز.
وبموجب النظام الثلاثي، كان يسمح بوجود ثلاثة أنواع من المدارس، حيث كان التلاميذ يخضعون لاختبار في عمر الحادية عشرة أو بعد ذلك لتحديد نوع المدرسة التي يلتحقون بها.
وقد كانت المدارس المتوسطة هي الطبقة الأكثر أكاديمية، وقد راجع القانون شروط المنح المباشرة لتشغيل المدارس بالإضافة إلى المدارس المتوسطة التي تديرها سلطات التعليم المحلية، والتي كان عدد كبير منها عبارة عن مدارس تحصل على منح من سلطات التعليم المحلية في السابق.
وتلك المدارس الأخيرة، والتي لم تكن لديها القدرة على مواكبة تكاليف إعادة الهيكلة التي فرضها قانون عام 1944، تم منحها حالة مدارس تخضع لإدارات تطوعية أو مدارس تحصل على منح من جهات تطوعية، وبموجب تلك الحالة، كانت الدولة تدفع كل تكاليف التشغيل لتلك المدارس، بالإضافة إلى كل أو أغلب تكاليف رأس المال الخاصة بها.
وبالتالي، فقد تم دمج تلك المدارس بشكل تام في نظام الدولة.
وقد كان نظام المنح المباشرة الجديد عبارة عن تعديل للاقتراحات الواردة في تقرير فليمنغ الصادر عام 1944.
وكان على المدارس المتوسطة التي تحصل على المنح المباشرة توفير 25% من الأماكن المتاحة بها بالمجان للأطفال الذين قضوا عامين على الأقل في المدارس الابتدائية الخاضعة للدولة، في حين كانت سلطة التعليم المحلية تدفع نسبة 25% إضافية أخرى على الأقل من الأماكن المتاحة بتلك المدارس إذا لزم الأمر.
وكان يُدفع رسوم لباقي الأماكن التي تكون متاحة في المدرسة، إلا أنه لا يتم قبول أي طفل في المدرسة إلا بعد الوفاء بالمعايير المطلوبة بموجب اختبار عمر الحادية عشرة أو بعد ذلك.